# Веко

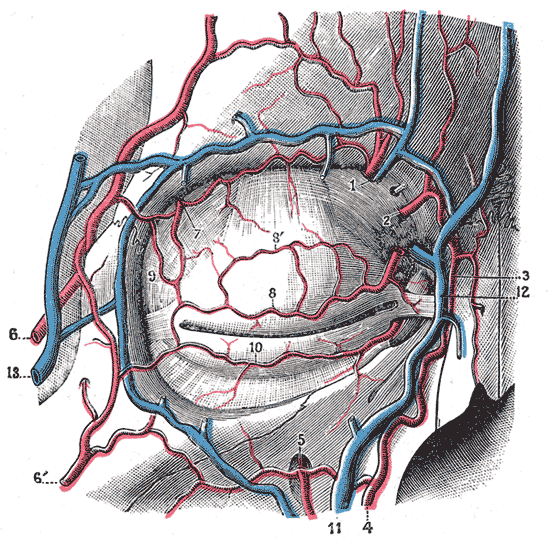
Система кровообращения века

Веки (лат. palpebrae) — подвижные кожные складки вокруг глаз у позвоночных животных. Защищают глаза от внешних повреждений, способствуют смачиванию их слёзной жидкостью, очищению роговицы и склеры, способствуют фокусировке зрения и регулированию внутриглазного давления, участвует в формировании оптической геометрии роговицы. У млекопитающих на свободном крае века расположены ресницы и устья желёз.

## Строение века
Веки защищают переднюю поверхность глаза от неблагоприятного воздействия окружающей среды и способствуют равномерному увлажнению роговицы и конъюнктивы. В веках различают два слоя: поверхностный (передний) — кожно-мышечный, состоящий из кожи и подкожной мышцы, и глубокий (задний) — конъюнктивально-хрящевой, состоящий из хряща и конъюнктивы, покрывающей хрящ сзади. Граница между этими двумя слоями видна на свободном крае века в виде сероватой линии, расположенной впереди многочисленных отверстий мейбомиевых желёз (железы хряща век).
Передний слой верхнего и нижнего века содержит ресницы, близ корней которых заложены сальные железы (железы Цейса).
На краю верхнего и нижнего века у внутреннего угла глазной щели находятся слёзные точки, являющиеся началом слёзных канальцев.
В толще обоих век заложены, ближе к свободному их краю, пластинки очень плотной соединительной ткани — хрящи век. У человека, по сравнению с обезьянами, эти хрящи развиты значительно сильнее, составляя около трети высоты века.
Наружная поверхность век покрыта очень тонкой кожей.

### Нижнее веко
Снизу ограничено подглазничной бороздой. Форма нижнего века мало варьирует.

### Верхнее веко
Обнаруживает в своём строении значительные различия, которые определяют в большей степени особенности глазной области в целом (см. Эпикантус).
Выделяют несколько типов складки верхнего века: верхнюю — надбороздчатую (орбитальную), расположенную в самой верхней части века, выше надглазничной борозды; среднюю — подбороздчатую, начинающуюся ниже борозды; нижнюю — тарзальную, начинающуюся ещё ниже.
В месте перехода кожи верхнего века в кожу крыши глазницы образуется надглазничная борозда, которая бывает выражена в разной степени.

## Полулунная складка (третье веко)
Находится во внутреннем углу глаза, образована складкой конъюнктивы. У человека является рудиментарным органом. Развито у кошек. У птиц оно имеет вид полупрозрачной мигательной перепонки, защищающей от пыли их глаза при полёте и т. п. Крокодилу подобная перепонка позволяет смотреть в воде. Зачатки мигательной перепонки встречаются у зародыша человека.